# Horns Rev

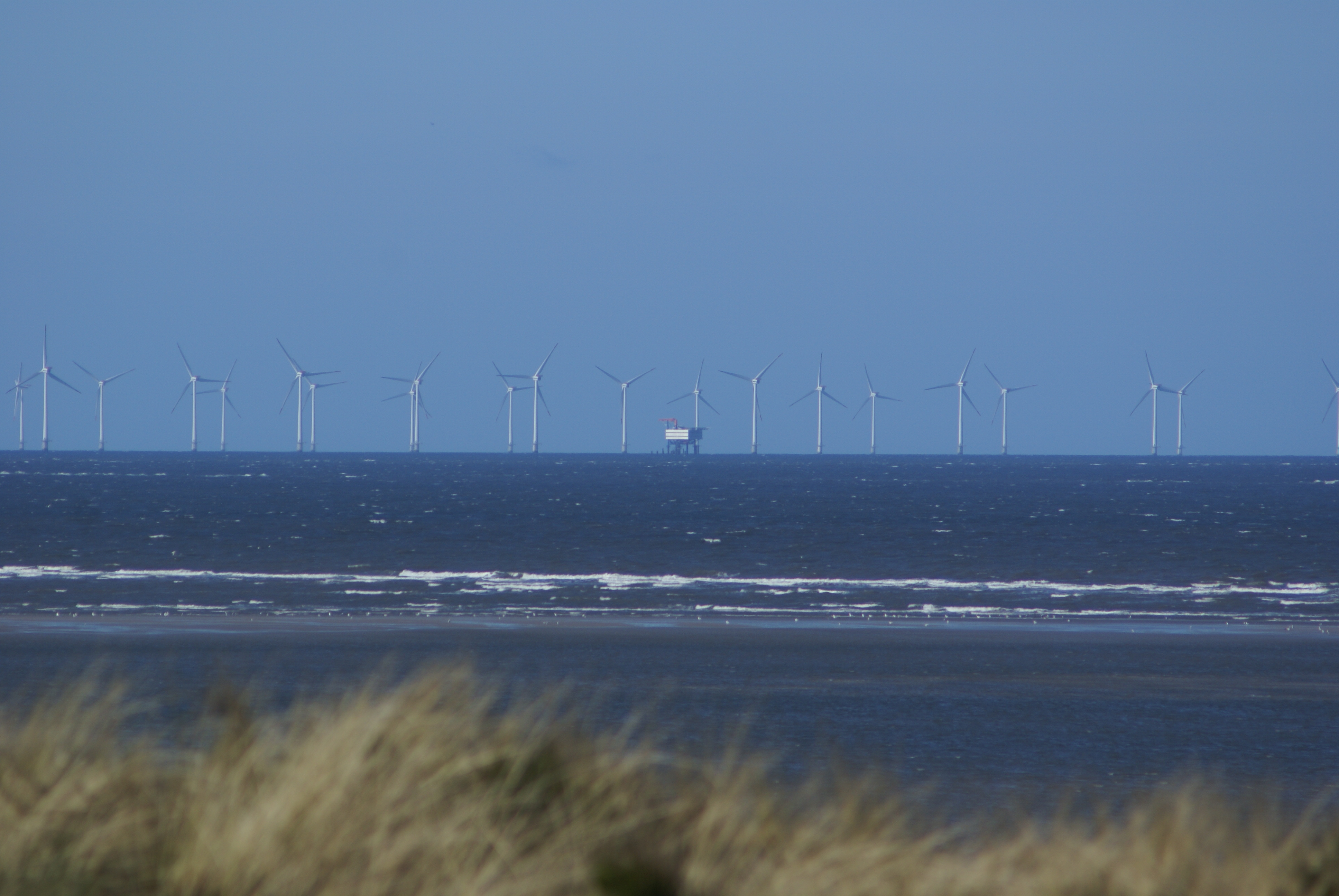
Farma wiatrowa na Horns Rev

Horns Rev (niem. Horns Reef) – podwodna ławica na Morzu Północnym u wybrzeży Półwyspu Jutlandzkiego na zachód od Esbjerg. Rozciąga się na przestrzeni około 35 km prostopadle do wybrzeża Danii, minimalna głębokość morza wynosi ok. 4 m. Powstała jako morena czołowa w okresie zlodowacenia środkowopolskiego (ok. 300 000 – 150 000 r. p.n.e), następnie zalana wodami Morza Północnego po ustąpieniu lodowca. Stanowi przeszkodę dla żeglugi, ze względu na tworzenie się wysokich fal przyboju, zwłaszcza w czasie odpływu.  Poprowadzono przez nią dwa pogłębione tory wodne: Slugen i Sören.
W latach 2002–2017 wybudowano na płyciźnie trzy wielkie farmy wiatrowe (największe w Skandynawii) o łącznej mocy ponad 409 MW.